# Те Авамуту
Те Авамуту (англ. Te Awamutu) — небольшой город в Новой Зеландии. Относится к региону Уаикато и является административным центром округа Уаипа в его составе. Те Авамуту называют «городом роз» из-за больших розовых садов в центре города и ежегодного фестиваля, посвящённого этим цветам.

## География
Город расположен в северо-западной части Северного острова недалеко от Гамильтона. Расстояние от центра Те Авамуту до океанского побережья по прямой линии составляет 47 километров.

## Население
В 2013 году население города составляло 10 305 человек, с пригородами — до 14 000. Около 20 % населения составляют представители народа маори.

## Образование
В Те Авамуту расположен главный кампус крупнейшей в стране вананги Те Вананга о Аотеароа — высшего учебного заведения, опирающегося на традиции и культуру маори — коренного населения Новой Зеландии.